# Place des Cinéastes
La Place des Cinéastes est un monument situé devant l'hôtel de ville de Ouagadougou. Inauguré en mars 1987, il est dédié aux cinéastes africains.Il se compose de plusieurs éléments représentatifs, notamment des bobines de film, des caméras, des téléobjectifs et des pellicules. 

## Historique
La création du monument intervient en 1986, dans le cadre des célébrations du dixième anniversaire du Festival Panafricain du Cinéma et de la Télévision de Ouagadougou (FESPACO). Un concours est organisé pour la conception d'un monument dédié aux cinéastes africains. Le projet selectionné est celui de l'architecte Ali Fao et de l'urbaniste Ignace Sawadogo, qui proposent une structure symbolisant divers outils cinématrographiques tels que des caméras, bobines de film, des zooms et des téléobjectifs. 
Les travaux de construction commencent en septembre 1986 et s'achèvent en février 1987. Le monument est inauguré en mars 1987 à l'occasion du FESPACO. 

## Conception et structure
Le monument représente une caméra dont l’objectif est dirigé vers le ciel. Il est destiné à symboliser les outils du cinéma, tels que les caméras, les bobines de film, et d'autres équipements essentiels à la production cinématographique. Il est principalement composé de tôle métallique de quatre millimètres d'épaisseur, renforcée par de gros tuyaux à l’intérieur, et repose sur un socle en béton armé.L’édifice mesure 12,25 mètres de hauteur et pèse 10 tonnes. Sa construction est réalisée dans un atelier de métallurgie à Kossodo par Boubakar Galbani et son équipe.  
Une fois l'édifice terminé, son transport de Kossodo jusqu'à son emplacement au rond-point de la Mairie de Ouagadougou présente des défis logistiques en raison des équipements disponibles à l'époque. La gendarmerie est mobilisée pour assurer la sécurité et faciliter le passage. Le jour du dévoilement, une mise en scène est initialement prévue, impliquant l'intervention d'un hélicoptère pour soulever la bâche recouvrant le monument. Cependant, l'hélicoptère ne se présente pas comme prévu. Face à cet imprévu, Boubakar Galbani et son équipe retirent manuellement la bâche afin de présenter l'oeuvre au public et aux invités du FESPACO.  
Une plaque, située au pied du monument en béton armé, porte les noms des techniciens ayant contribué à sa réalisation. 

## Cérémonie de libation
Depuis sa création, le monument sert de lieu pour une cérémonie traditionnelle annuelle pendant le FESPACO. Cette cérémonie de libation est un hommage aux cinéastes disparus et aux ancêtres tout en invoquant leur bénédiction.

## Impact culturel
Le monument de la Place des Cinéastes représente un élément du patrimoine culturel du Burkina Faso et un symbole du cinéma africain. Il est également un lieu d’hommage aux cinéastes ayant contribué au développement du cinéma africain. Des statues des cinéastes primés, telles que celles de Oumarou Ganda, Cheick Oumar Sissoko et Souleymane Cissé, sont installées à proximité sur la rue des cinéastes.